# Мішковський
Пам'ятка природи «Мішковський» (рос. Памятник природы «Мешковский») — ботанічна пам'ятка природи регіонального значення на території Астраханської області Південного федерального округу Російської Федерації.

## Географія
Пам'ятка природи розташована на території Козловської сільради Володарського району Астраханської області. Знаходиться у східній частині надводної дельти Волги за 1 км на північний схід від села Мішково. являє собою лучну ділянку на буро-лучних ґрунтах.

## Історія
Резерват був утворений 4 жовтня 1985 року з метою охорони еталонної ділянки заплавних лучних ландшафтів з свинорийним рослинним угрупуванням, характерним для Астраханської області. Вже довгі роки пам'ятка природи є моніторинговою ділянкою № 10 лабораторії лукознавства Астраханського педагогічного університету, де проводяться багаторічні комплексні спостереження за станом і продуктивністю сінокосних угідь.

## Біоценоз
У пам'ятці природи охороняються рослинні угрупування з таких видів: свинорий пальчастий (Cýnodon dáctylon), локриця (солодка гола; Glycyrrhí́za glábra), пирій повзучий (Elytrigia repens), скритниця колюча (Crypsis aculeata), люцерна посівна (люцерна польова; Medicago sativa).

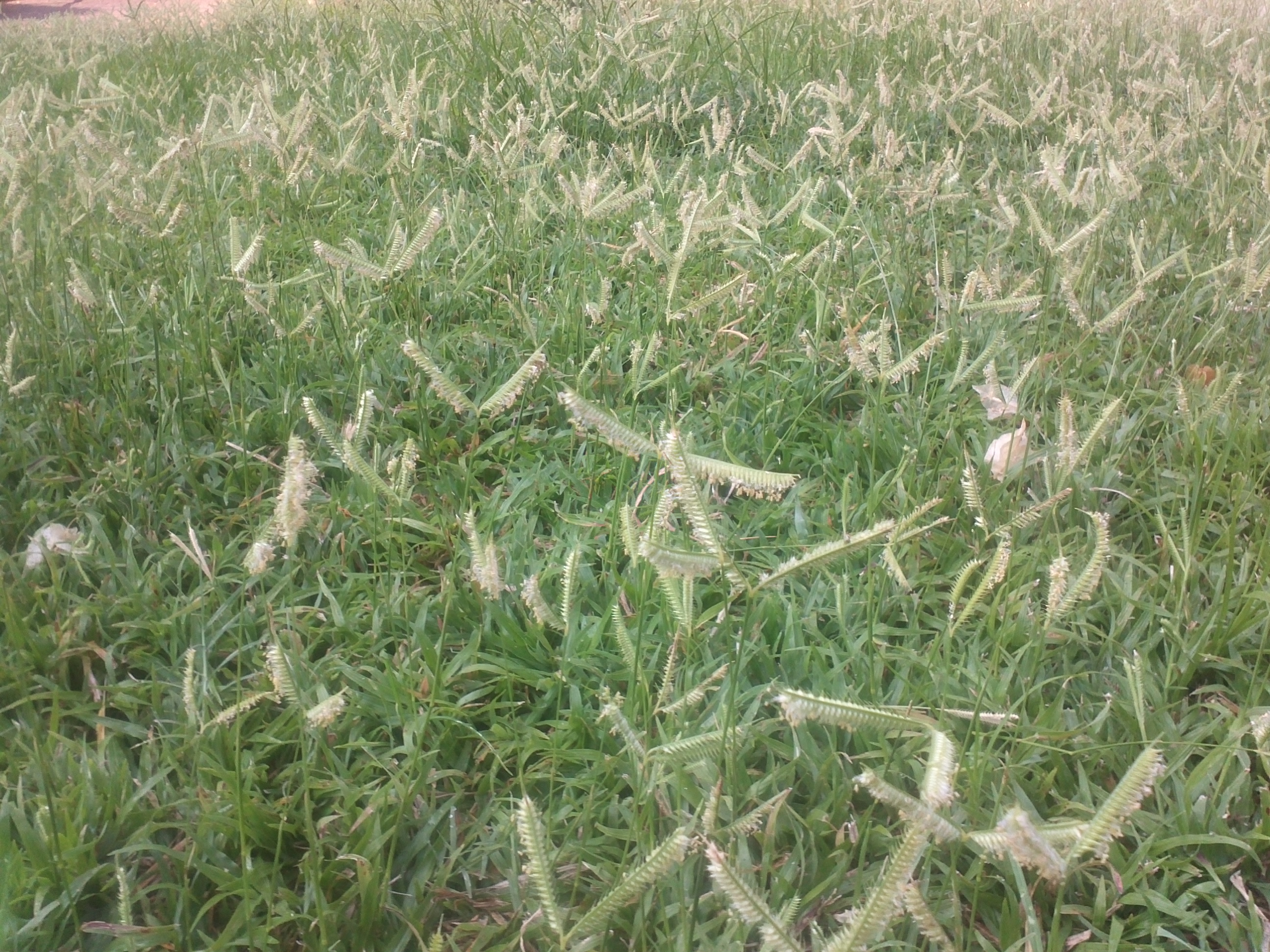
Свинорий пальчастий
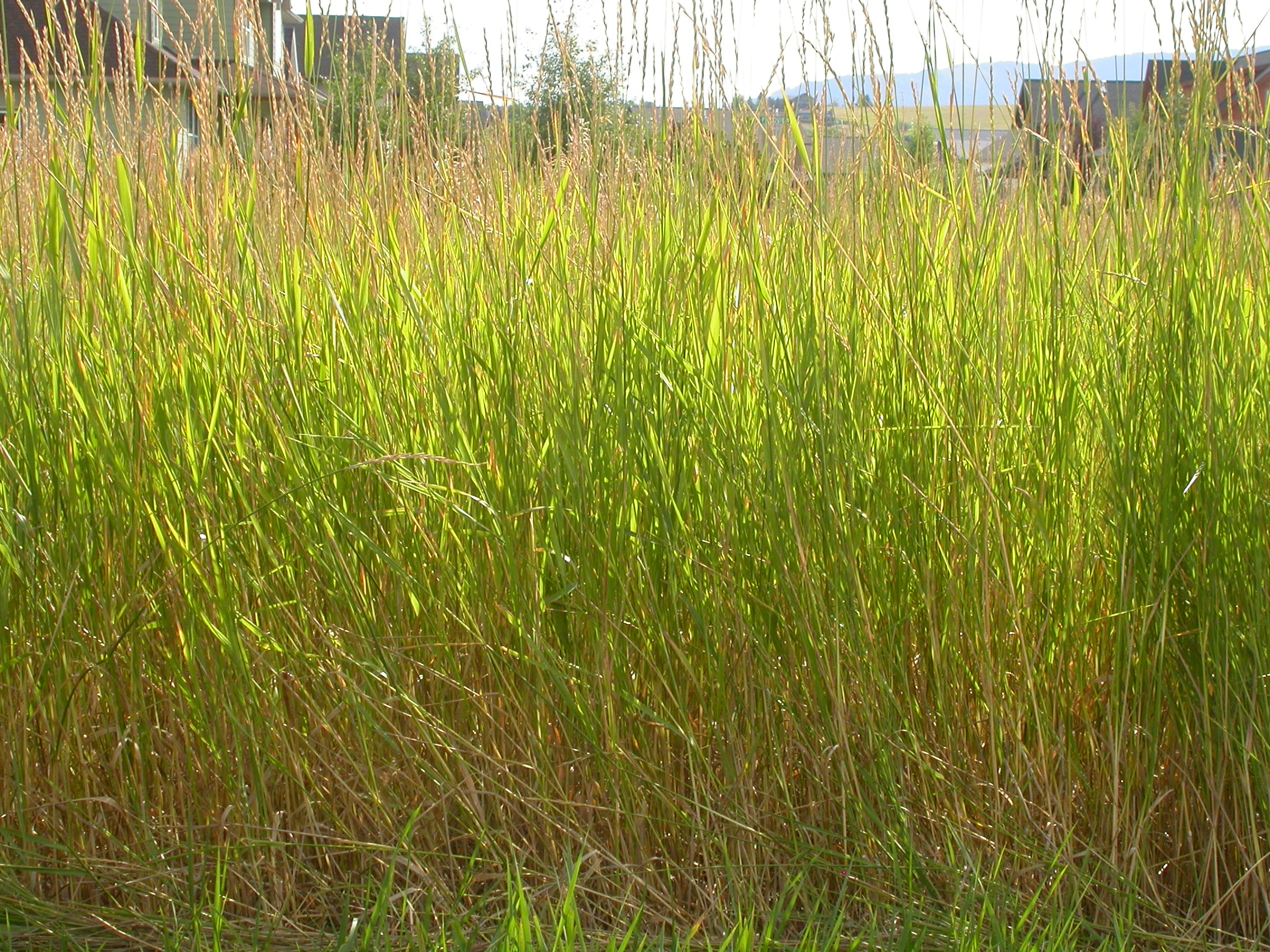
Пирій повзучий
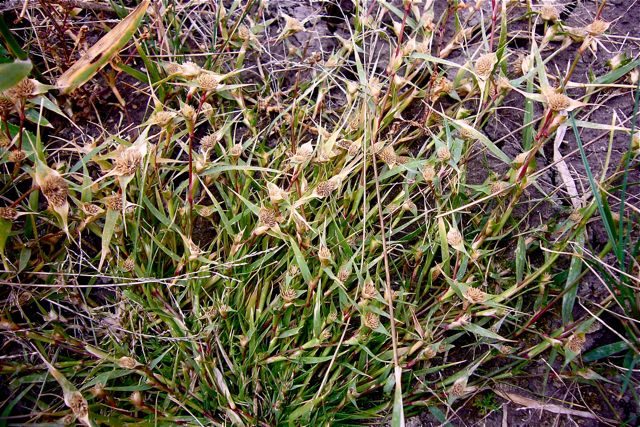
Скритниця колюча
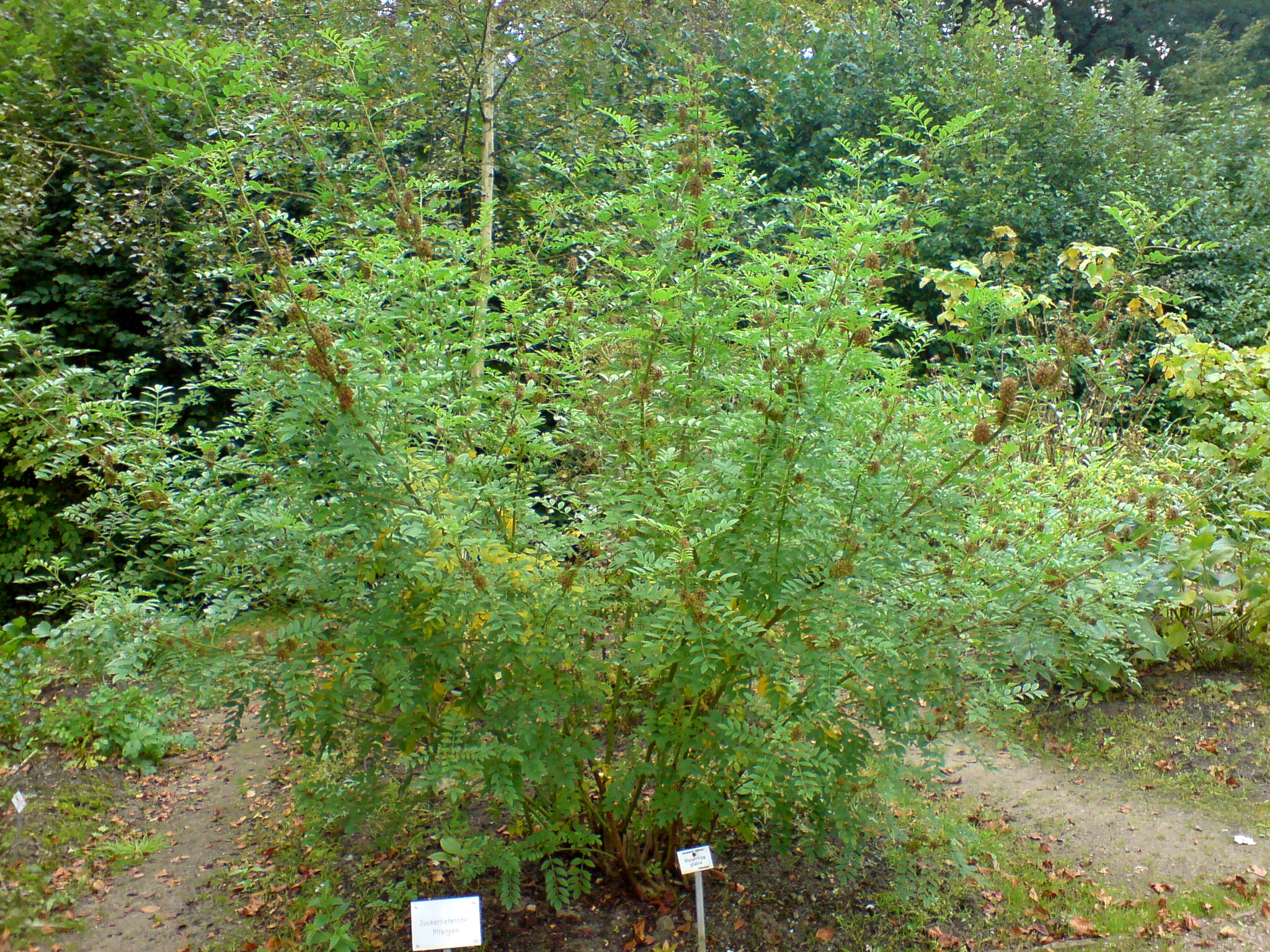
Локриця (солодка гола)
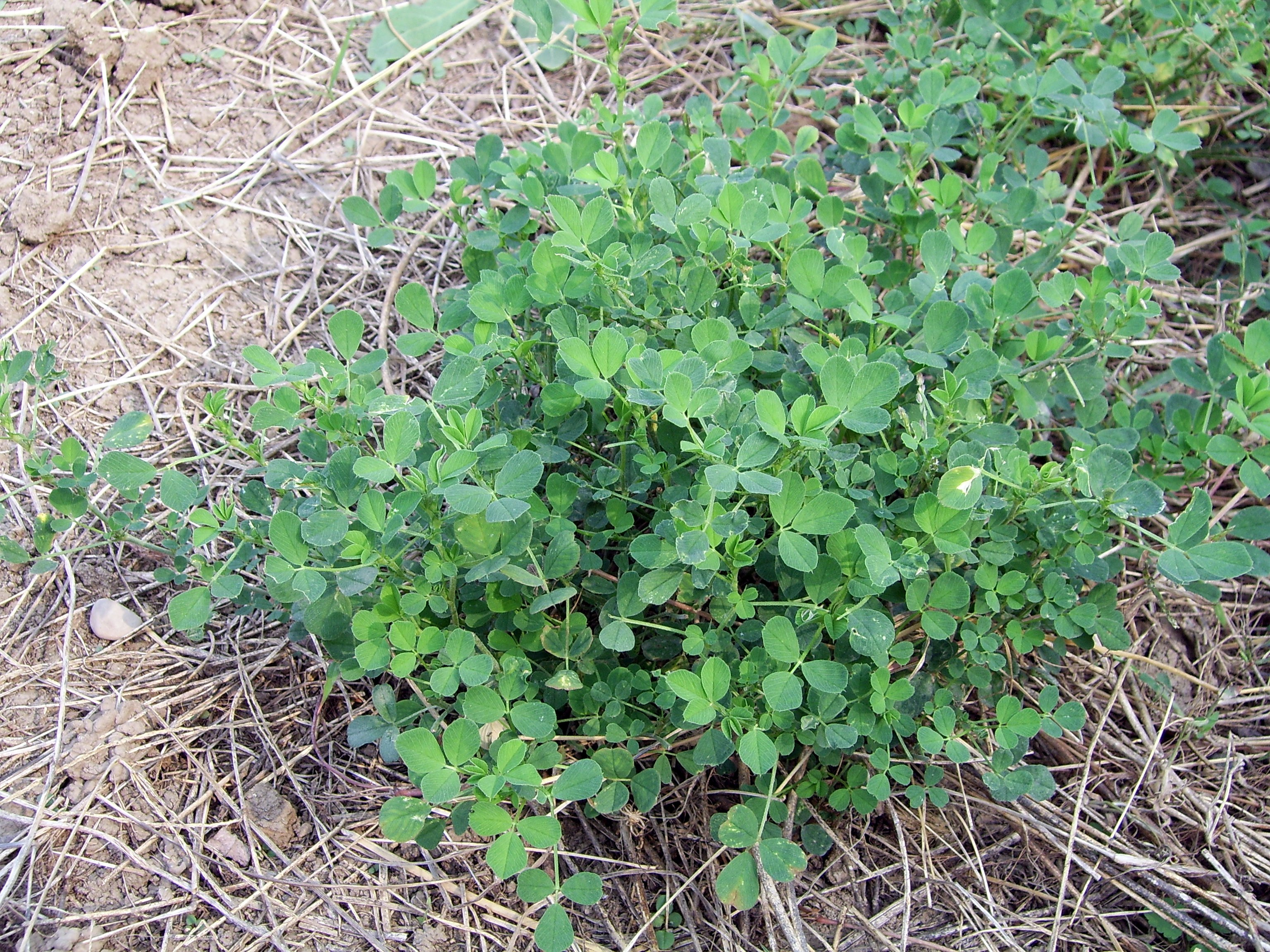
Люцерна посівна (люцерна польова)